# Пупо, Леурис
Леурис Пупо Рекехо (исп. Leuris Pupo Requejo; род. 9 апреля 1977 года) — кубинский стрелок, специализирующийся в стрельбе из скорострельного пистолета. Олимпийский чемпион 2012 года. Двукратный победитель Панамериканских игр. Участник 7 подряд Олимпийских игр (2000—2024).

## Карьера
Леурис Пупо начал заниматься стрельбой в 10-летнем возрасте, а с 1997 года профессионально выступает на международных соревнованиях.
В 2000 году впервые выступил на Олимпийских играх. В Сиднее он выступал только в стрельбе из скоростного пистолета и расположился на девятом месте. При этом только по дополнительным показателям он не пробился в восьмёрку сильнейших, которая проходила в финал.
На Олимпиаде в Афинах Пупо также остановился в шаге от финального раунда. В квалификации он набрал 585 балла и занял седьмое место (проиграв балл шестому месту) при том, что в финал проходили только лучшие шесть стрелков.
В Пекине кубинец вновь стал седьмым. Как и четыре года назад ему не хватило одного точного выстрела для выхода в финальные соревнования.
На своей четвёртой Олимпиаде Пупо в квалификации набрал 586 баллов, стал третьим и смог пройти в финальные соревнования. В финале кубинец поразил 34 мишени из сорока, повторил мировой рекорд и уверенно опередил на четыре балла ближайшего преследователя Виджая Кумара, став олимпийским чемпионом.
За свою карьеру Леурис Пупо дважды побеждал на Панамериканских играх (в 2003 и 2007 годах), а также дважды был чемпионом континента (в 2010 и 2014 годах).
В 2022 году Пупо завоевал лицензию для участия в Олимпийских играх 2024 года в Париже в стрельбе из скорострельного пистолета. На Играх в Париже занял 16-е место в стрельбе из скорострельного пистолета с 25 метров. Пупо стал первым в истории кубинцем, выступившим на 7 Олимпийских играх.